# Hitech Racing
 (février 2024).
Si vous disposez d'ouvrages ou d'articles de référence ou si vous connaissez des sites web de qualité traitant du thème abordé ici, merci de compléter l'article en donnant les références utiles à sa vérifiabilité et en les liant à la section « Notes et références ».
Hitech Racing est une écurie automobile britannique, fondée par Dennis Rushen et David Hayle en 2002. L'écurie est actuellement dirigée par Ryan Sharp et Rodrigo Contin. Cette écurie se nomme Hitech GP depuis 2015 et est présente dans le championnat de Formule 2 FIA, Championnat de Formule 3 FIA 2023, Championnat GB3, et le Championnat du Moyen-Orient de Formule Régionale.

## Historique
Hitech Racing est fondée en 2002 par les deux britanniques Dennis Rushen et David Hayle. L'écurie débute en compétition en championnat de Grande-Bretagne de Formule 3 en 2003 et remporte le titre des pilotes avec Marko Asmer en 2007. Hitech Racing remporte vingt-trois courses entre 2003 et 2011. Entre-temps en 2005, Hitech Racing s'est associé à Piquet Sports en GP2 Series, et a terminé 6e du championnat avec le duo brésilien Nelsinho Piquet et Alexandre Negrão.
En Formule 3 sudaméricaine, Hitech Racing décroche le titre avec Felipe Guimarães en 2013. L'écurie participe également à plusieurs saisons du championnat du Brésil de Formule 3.
À partir de 2016, HitechGP s'engage en championnat d'Europe de Formule 3 avec comme pilotes : George Russell, Nikita Mazepin et Ben Barnicoat.
Pour sa première participation, emmenée par George Russell, l'écurie termine à la deuxième place du championnat derrière Prema Powerteam. L'année suivante est moins réussie et HitechGP finit à la quatrième place des écuries. Puis, en 2018, c'est à la troisième place que termine HitechGP, grâce aux pilotes Enaam Ahmed, Ben Hingeley et Alex Palou.
Le championnat d'Europe de Formule 3 devient la Formule 3 FIA en 2019 et Hitech Grand Prix y participe de nouveau en compagnie de Jüri Vips, Leonardo Pulcini et le champion 2016 de F4 française Ye Yifei. Avec quatre victoires, l'écurie termine 2e du championnat. Cette même année, Hitech s'occupe de gérer l'exploitation des monoplaces de la W Series, un nouveau championnat exclusivement féminin.
En 2020, Hitech Grand Prix ajoute la Formule 2 à son programme. Les pilotes sont Nikita Mazepin et Luca Ghiotto. Mazepin remporte deux courses et Ghiotto en remporte une, ce qui permet à Hitech de finir 4e du championnat des écuries. Le bilan est similaire en Formule 3 FIA, avec trois victoires et une quatrième place finale.
Après l'invasion de l'Ukraine par la Russie, début 2022, l'homme d'affaires russe Dimitry Mazepin, père de Nikita Mazepin et actionnaire de l'équipe, est sanctionné par l'UE et, étant un athlète russe, Nikita aussi. Dimitry Mazepin n'a donc pas le droit de financer une écurie. Il réussirait cependant à faire passer de l'argent grâce à Vladimir Kim, qui détient une participation de 25% dans l'équipe[réf. nécessaire]. Cette même année, l'écurie se fait appeler Hitech Pulse-Eight.
En février 2023, Hitech émet un intérêt pour une possible arrivée en Formule 1 à une date inconnue. En juin 2023, ils annoncent avoir envoyé leur candidature à la FIA pour entrer en Formule 1 en 2026. Cette demande est refusée. Des spéculations circulent à propos du refus : celui-ci aurait été motivé par les liens entrenus par l'équipe avec Dimitry Mazepin, celui-ci étant proche de Vladimir Poutine.[réf. nécessaire]

## Résultats en Formule 2
| Saison | Écurie             | Châssis | Moteur     | Pilotes                      | Courses disputées | Victoires | Pole positions | Podiums | Records du tour | Points inscrits | Classement |
| ------ | ------------------ | ------- | ---------- | ---------------------------- | ----------------- | --------- | -------------- | ------- | --------------- | --------------- | ---------- |
| 2020   | Hitech Grand Prix  | Dallara | Mecachrome | Luca Ghiotto Nikita Mazepin  | 24                | 3         | 0              | 10      | 4               | 270             | 4e         |
| 2021   | Hitech Grand Prix  | Dallara | Mecachrome | Jüri Vips Liam Lawson        | 23                | 3         | 1              | 9       | 3               | 223             | 4e         |
| 2022   | Hitech Grand Prix  | Dallara | Mecachrome | Marcus Armstrong Jüri Vips   | 28                | 4         | 2              | 9       | 4               | 207             | 5e         |
| 2023   | Hitech Pulse-Eight | Dallara | Mecachrome | Jak Crawford Isack Hadjar    | 26                | 2         | 1              | 7       | 1               | 112             | 8e         |
| 2024   | Hitech Pulse-Eight | Dallara | Mecachrome | Paul Aron Amaury Cordeel     | 28                | 1         | 4              | 8       | 4               | 202             | 4e         |
| 2025   | Hitech TGR         | Dallara | Mecachrome | Luke Browning Dino Beganovic |                   |           |                |         |                 |                 | e          |

## Résultats en Formule 3

### Résultats en Formule 3 FIA
| Saison | Écurie             | Châssis | Moteur     | Pilotes                                                    | Courses disputées | Victoires | Pole positions | Podiums | Records du tour | Points inscrits | Classement |
| ------ | ------------------ | ------- | ---------- | ---------------------------------------------------------- | ----------------- | --------- | -------------- | ------- | --------------- | --------------- | ---------- |
| 2019   | Hitech Grand Prix  | Dallara | Mecachrome | Leonardo Pulcini Jüri Vips Ye Yifei                        | 16                | 4         | 1              | 6       | 1               | 223             | 2e         |
| 2020   | Hitech Grand Prix  | Dallara | Mecachrome | Max Fewtrell Dennis Hauger Liam Lawson Pierre-Louis Chovet | 18                | 3         | 1              | 7       | 2               | 167             | 4e         |
| 2021   | Hitech Grand Prix  | Dallara | Mecachrome | Ayumu Iwasa Jak Crawford Roman Staněk                      | 20                | 1         | 0              | 5       | 0               | 126             | 6e         |
| 2022   | Hitech Grand Prix  | Dallara | Mecachrome | Kaylen Frederick Isack Hadjar Nazim Azman                  | 18                | 3         | 1              | 5       | 2               | 150             | 5e         |
| 2023   | Hitech Pulse-Eight | Dallara | Mecachrome | Sebastián Montoya Gabriele Minì Luke Browning              | 18                | 2         | 2              | 6       | 1               | 170             | 5e         |
| 2024   | Hitech Pulse-Eight | Dallara | Mecachrome | Luke Browning Martinius Stenshorne Cian Shields            | 20                | 3         | 2              | 5       | 3               | 166             | 5e         |
| 2025   | Hitech TGR         | Dallara | Mecachrome | Martinius Stenshorne Joshua Dufek Gerrard Xie              |                   |           |                |         |                 |                 | 5e         |

### Résultats en Formule 3 Européenne
| Saison | Écurie             | Châssis | Moteur   | Pilotes                                                    | Courses disputées | Victoires | Pole positions | Podiums | Records du tour | Points inscrits | Classement |
| ------ | ------------------ | ------- | -------- | ---------------------------------------------------------- | ----------------- | --------- | -------------- | ------- | --------------- | --------------- | ---------- |
| 2016   | HitechGP           | Dallara | Mercedes | Nikita Mazepin George Russell Ben Barnicoat Alexander Sims | 30                | 4         | 3              | 13      | 3               | 499             | 2e         |
| 2017   | Hitech Grand Prix  | Dallara | Mercedes | Ralf Aron Tadasuke Makino Jake Hughes Nikita Mazepin       | 30                | 1         | 3              | 12      | 4               | 463             | 4e         |
| 2018   | Hitech Bullfrog GP | Dallara | Mercedes | Álex Palou Enaam Ahmed Charles Leong Ben Hingeley          | 30                | 2         | 2              | 11      | 2               | 518             | 3e         |